# Agent double (film, 1939)
Pour les articles homonymes, voir Agent double (homonymie).
Pour plus de détails, voir Fiche technique et Distribution.
Agent double (titre original : Espionage Agent) est un film d'espionnage américain de 1939 réalisé par Lloyd Bacon.

## Synopsis
Un flash back nous montre une réserve de munitions située à Jersey City, sur le fleuve Hudson qui explose soudainement. Cette explosion, qui s'est produite pendant la Première Guerre mondiale, était un acte de sabotage commis par les agents allemands du Abteilung III b.
Dans le présent, Barry Corvall, le fils d'un diplomate américain récemment décédé, vient de se marier. Lorsqu'il découvre que sa nouvelle épouse est peut-être un agent ennemi, il démissionne du service diplomatique pour s'infiltrer dans un réseau d'espionnage, qui projette de détruire la capacité industrielle américaine avant que la guerre n'éclate, pour le démasquer.
Voyageant dans un train en Allemagne, Corvall tente de voler une mallette contenant des documents top secret afin de prouver que les nazis ont infiltré des centres industriels vitaux aux États-Unis.

## Fiche technique
- Titre français : Agent double
- Titre original : Espionage Agent
- Réalisateur : Lloyd Bacon
- Scénaristes :  Warren Duff, Michael Fessier, Frank Donoghue, Robert Buckner
- Directeur artistique : Carl Jules Weyl
- Costumes : Milo Anderson, Howard Shoup
- Photographe : Charles Rosher
- Montage : Ralph Dawson
- Musique : Adolph Deutsch
- Producteur associé : Louis F. Edelman
- Producteur exécutif : Hal B. Wallis
- Société de production : Warner Bros.
- Format :  Noir et blanc - 1,37:1 - 35 mm  - Son mono
- Pays de production : USA
- Langue : anglais
- Genre : Drame, thriller et espionnage
- Durée : 83 minutes
- Date de sortie : 
  - États-Unis : 23 septembre 1939
  - France : 18 juillet 1945

## Distribution
- Joel McCrea : Barry Corvall
- Brenda Marshall : Brenda Ballard
- Jeffrey Lynn : Lowell Warrington
- George Bancroft : Dudley Garrett
- Stanley Ridges : Hamilton Peyton
- James Stephenson : Dr. Rader
- Howard C. Hickman : Walter Forbes
- Martin Kosleck : Karl Mullen
- Nana Bryant : Mrs. Corvall
- Rudolph Anders : 	Paul Strawn
- Hans Heinrich von Twardowski : Dr. Helm
- Lucien Prival : Decker
- Addison Richards : Bruce Corvall
- Edwin Stanley : Secrétaire d'État
- Granville Bates : Phineas T. O'Grady
- William Hopper : un étudiant
- Grace Hayle : Mrs. O'Grady
- William Worthington : Un instructeur
- Martin Kosleck : Karl Mullen
- Emmett Vogan : Un insructeur

Acteurs non crédités
- Glen Cavender : L'homme dans O'Grady Crowd
- George Davis : Un gendarme suisse
- George Irving : Un officiel du département d'État
- Wolfgang Zilzer : Heinrich